# Ayacucho titschacki
Genre
Espèce
Ayacucho titschacki, unique représentant du genre Ayacucho, est une espèce d'opilions laniatores de la famille des Metasarcidae.

## Distribution
Cette espèce est endémique de la région d'Ayacucho au Pérou. Elle se rencontre vers Ayacucho.

## Description
Le mâle holotype mesure 9 mm.

## Publication originale
- Roewer, 1949 : « Über Phalangodiden I. (Subfam. Phalangodinae, Tricommatinae, Samoinae.) Weitere Weberknechte XIII. » Senckenbergiana, vol. 30, p. 11–61.